# Mısmılağaç, Havza
Mısmılağaç là một xã thuộc huyện Havza, tỉnh Samsun, Thổ Nhĩ Kỳ. Dân số thời điểm năm 2010 là 775 người.